# Regis-Breitingen
Regis-Breitingen település Németországban, azon belül Szászország tartományban. Lakosainak száma 3845 fő (2023. december 31.). Regis-Breitingen Neukieritzsch, Borna, Treben, Haselbach, Meuselwitz, Lucka és Groitzsch községekkel határos.

## Népesség
A település népességének változása:
| Lakosok száma | 3879 | 3888 | 3777 | 3796 | 3845 |
|               | 2017 | 2019 | 2021 | 2022 | 2023 |